# یواس‌اس اهرنس (دی‌یی-۵۷۵)
یواس‌اس اهرنس (دی‌یی-۵۷۵) (به انگلیسی: USS Ahrens (DE-575)) یک کشتی بود که طول آن ۳۰۶ فوت (۹۳ متر) بود. این کشتی در سال ۱۹۴۳ ساخته شد.